# Santa Cruz de Yanguas
Santa Cruz de Yanguas és un municipi de la província de Sòria, a la comunitat autònoma de Castella i Lleó.